# Meroitski jezik
Meroitski jezik (ISO 639-3: xmr), drevni jezik meroitske kulture, koji se između 200. prije Krista i 4. stoljeća nakon Krista govorio na području sadašnjeg Sudana. Pisao se meroitskim pismom čije je porijeklo od egipatskih hijeroglifa, a dešifrirao ga je britanski egiptolog Francis Llewellyn Griffith.
Naziv dolazi po gradu Meroë, središta kraljevine Kuš